# Horo

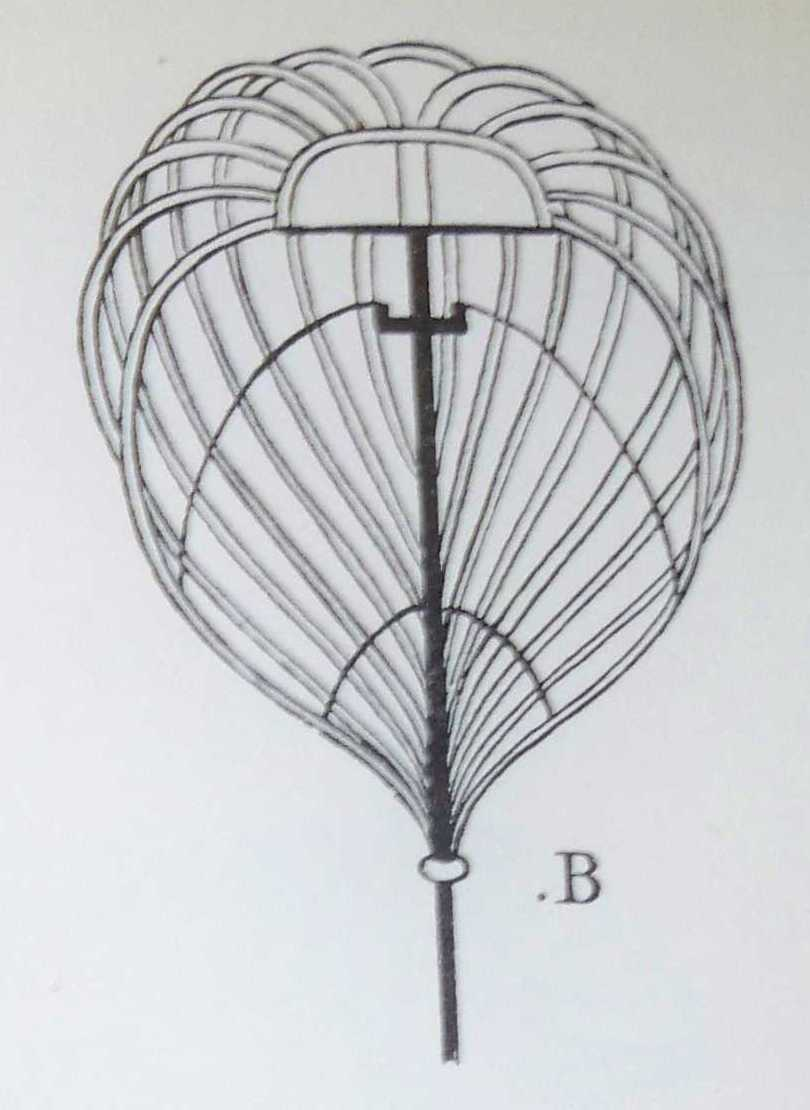
Oikago, tức khung của một Horo.

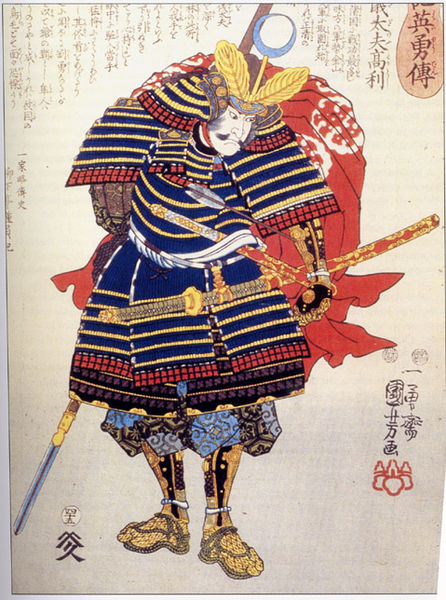
Một võ sĩ mặc trang phục horo, một loại quần áo dùng để chống lại các mũi tên.

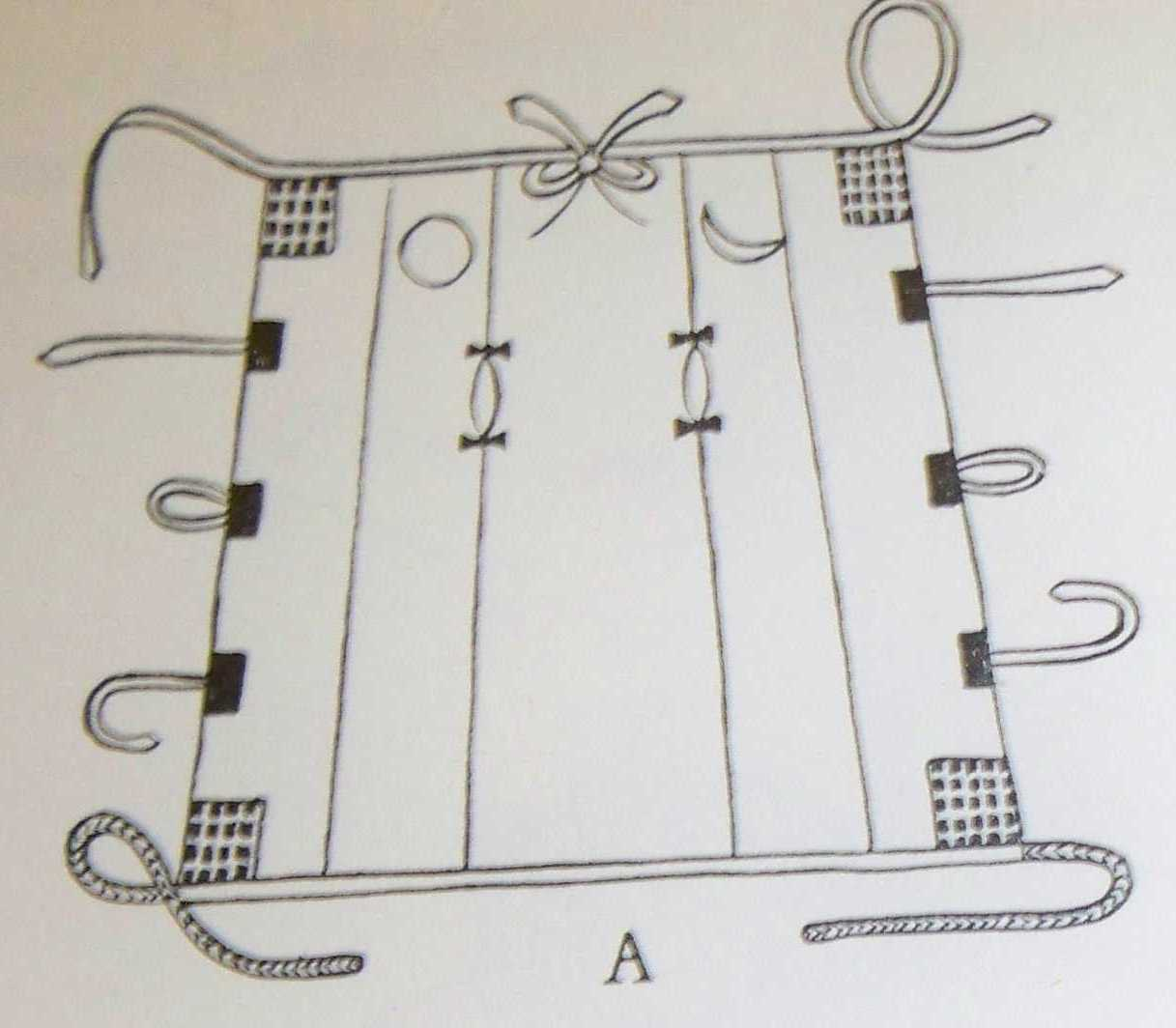
Horo khi được ép phẳng.

Horo (母衣 (Mẫu Y))  là một loại áo choàng được gắn vào mặt sau áo giáp của các samurai  Nhật Bản khi ra trận vào thời phong kiến.

## Mô tả
Horo có chiều dài khoảng 1,8 m (6 ft) và được may từ nhiều dải vải khâu lại với nhau bằng một đường diềm ở mép trên và mép dưới. Khi được khâu lại với nhau, các dải vải sẽ được kết hợp và tạo thành một loại túi chứa đầy không khí giống như một quả bóng bay khi chuyển động.  Khi may áo, người ta sẽ sử dụng một loại khung nhẹ làm bằng liễu gai, tre hoặc xương cá voi được gọi là Oikago tương tự như khung làm cái vái phùng, được cho là do Hatakeyama Masanaga phát minh ra trong thời kỳ Chiến tranh Ōnin (1467–1477),  đôi khi được sử dụng để mở rộng kích thước của Horo. Horo thường được gắn bởi những sợi dây buộc gắn kết vào nhau và có thể được nối liền bởi một cây gậy. Các dây trên cùng được gắn vào lớp áo giáp của người mặc trong khi các dây dưới cùng được gắn vào thắt lưng.  Bên cạnh đó, gia huy ( mon ) của người đeo sẽ được may trên mặt Horo. 

## Sử dụng
Horo đã được sử dụng từ thời Kamakura (1185–1333).  Một chiếc horo khi được bơm không khí được cho là có thể bảo vệ người đeo khỏi những mũi tên bắn từ phía sau và từ hướng song song với người mặc.    Điều này đã được thử nghiệm trong tập Khám phá cổ đại Lực lượng đặc biệt cổ đại (Tập 6 của Phần 8) và theo đó, Horo được phát hiện là có hiệu quả đáng ngạc nhiên trong việc ngăn chặn các mũi tên (được bắn từ một cây cung Nhật Bản tương ứng với thời kỳ đó) trước khi chúng tiếp cận mục tiêu hoặc làm chậm chúng đáng kể để nếu chúng đến được mục tiêu, chúng sẽ không xuyên được gần như xa như cách khác. Đặc biệt, những cây cung như vậy khi bắn tên từ phía sau và trúng phải một chiếc horo đang căng phồng có lẽ sẽ không thể xuyên qua lớp áo giáp bằng da hoặc sắt sơn mài của một chiến binh samurai đang cưỡi trên lưng ngựa. Nhưng tuyên bố này chỉ dành cho trường hợp horo được làm từ vải lụa có đường kính từ 4 đến 6 feet và có độ phồng lớn (khiến ta có cảm giác người mặc đang phi nước đại), chứ không phải vải lụa bình thường và không có bề mặt phẳng.
Việc đeo một chiếc horo cũng biểu thị cho địa vị sứ giả (tsukai-ban) của người đeo, hoặc cũng có thể chỉ người đó là người có tầm quan trọng.  Theo Hosokawa Yusai Oboegaki,  nhật ký của Hosokawa (1534–1610) đã ghi rằng việc lấy đầu một sứ giả tsukai-ban ưu tú là một niềm vinh hạnh: "Khi lấy đầu của một chiến binh Horo, hãy bọc nó trong lụa Horo. Khi lấy đầu của một chiến binh bình thường, hãy bọc nó trong lụa Sashimono ". 